# Czarnowoda
Czarnowoda – wieś w Polsce położona w województwie lubelskim, w powiecie zamojskim, w gminie Adamów.
W latach 1975–1998 miejscowość administracyjnie należała do województwa zamojskiego.
Wieś nie ma statusu sołectwa. Według Narodowego Spisu Powszechnego z roku 2011 wieś liczyła 16 mieszkańców i była czternastą co do liczby ludności miejscowością gminy.
Wierni Kościoła rzymskokatolickiego należą do parafii św. Jana Chrzciciela w Lipsku.